# Catedral de San Antonio (Campo Maior)
La Catedral de San Antonio (en portugués: Catedral de Santo Antônio) Es una iglesia católica situada en la Plaza Bona Primo en Campo Maior, en el estado de Piauí parte del país sudamericano de Brasil. Desde el 12 de junio de 1976, es la catedral episcopal de la Diócesis de Campo Maior.
Fue construida bajo el mando de Pastor Matthew Rufino sobre las ruinas de la antigua capilla de San Antonio, cuya construcción se inició en 1944 y se terminó en 1962, en un acto conmemorativo del Bicentenario de Campo Maior. Es un monumento de la misma diócesis del mismo municipio.
El 12 de noviembre de 2015, la Asamblea Legislativa del Piauí celebró una sesión solemne a petición del Sr. Aloisio Martins; en la misma fecha fue inaugurado el Campo Museo Diocesano Mayor y por la noche fue celebrada la misa por el Arzobispo de São Luis do Maranhão, Arzobispo José Belisario da Silva en acción de gracias en frente de la catedral, en referencia a los trescientos años de la construcción de la capilla en el sitio donde esta la catedral en la actualidad.

## Véase también

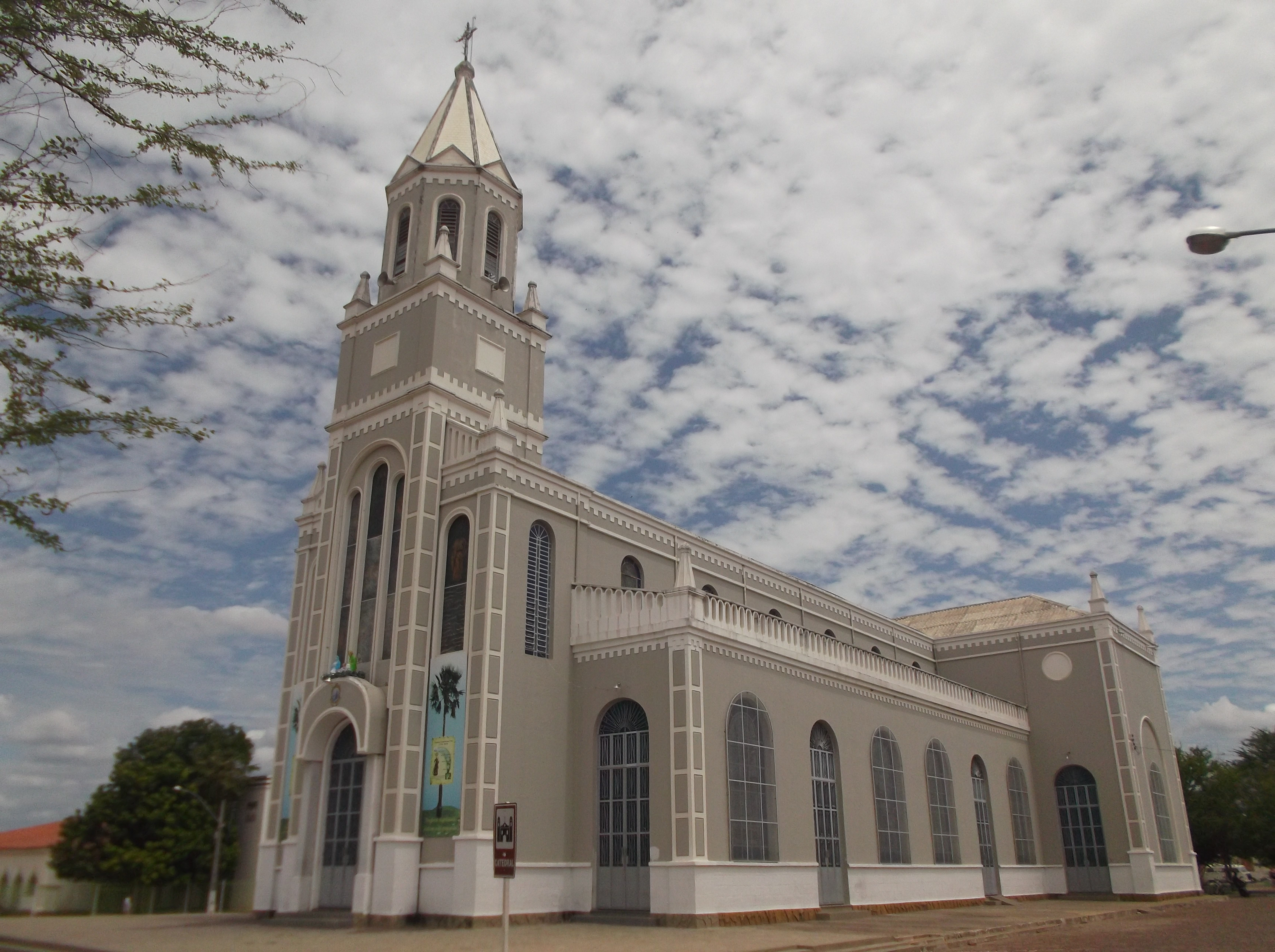
Otra vista del templo